# Hejnice (Liberec)
Hejnice é uma cidade checa localizada na região de Liberec, distrito de Liberec.